# Monika Ambroziak
Monika Ambroziak, pseudonim Dzidzia (ur. 14 maja 1971 w Warszawie) – polska aktorka teatralna, musicalowa, telewizyjna i filmowa, piosenkarka. W latach 1991–2015 związana z teatrem muzycznym Studio Buffo, gościnnie także w Teatrze Muzycznym Roma.

## Życiorys
Debiutowała w 1991 r. w musicalu Metro, z którym w 1992 r. wystąpiła na Broadwayu. Wystąpiła w wielu musicalach i przedstawieniach muzycznych. Znana z wykonania takich piosenek, jak Vs’o mogut koroli, Ya sashla s uma, Gdzie ci mężczyźni, Zapomnisz o mnie, I Will survive. Współpracowała z wieloma artystami muzycznymi, śpiewając w chórkach.
Jest asystentką Janusza Józefowicza i Janusza Stokłosy. W 2007 roku przesłuchiwała uczestników castingu w teatrze Studio Buffo.
W 2019 była jedną z jurorek drugiej edycji talent-show telewizji Polsat Śpiewajmy razem. All Together Now.

## Teatr i estrada
- od 1991: Metro (reż. J. Józefowicz)
- 1993: Do grającej szafy grosik wrzuć (reż. Janusz Józefowicz)
- 1994: Brel (Piosenki Jacques’a Brela; reż. J. Józefowicz)
- 1994: Bajor w Buffo (reż. J. Józefowicz)
- 1995: Elvis (reż. J. Józefowicz)
- 1995: Grosik 2. Piosenki z lat 60. (reż. J. Józefowicz)
- 1996: Tyle Miłości (reż. J. Józefowicz)
- Obok Nas (reż. J. Józefowicz)
- Przeżyj To Sam (reż. J. Józefowicz)
- Hity Buffo (reż. J. Józefowicz)
- 2001: Ukochany Kraj... (reż. J. Józefowicz)
- 2001: Niedziela na Głównym (reż. J. Józefowicz)
- 2002: Grease (reż. Wojciech Kępczyński)
- 2003: Dzidzia, koncert
- 2004: Romeo i Julia – Ekspedientka, Niania (reż. J. Józefowicz)
- Wieczór rosyjski (reż. J. Józefowicz)
- Wieczór cygański (reż. J. Józefowicz)
- Wieczór żydowski (reż. J. Józefowicz)
- Wieczór włoski (reż. J. Józefowicz)
- Wieczór francuski (reż. J. Józefowicz)
- 2006: Wieczór amerykański (reż. J. Józefowicz)
- 2008: Wieczór Latynoski (reż. J. Józefowicz)

## Telewizja

### Udział w programach telewizyjnych
- Słów cięcie-gięcie Szymona Majewskiego
- Sympatyczny program dla miłych ludzi Szymona Majewskiego
- Z Ogórkiem po kraju Michała Ogórka
- Sylwester z Jedynką (wystąpiła w nim wiele razy)
- 2003: Śpiewające fortepiany
- 2018: Śpiewajmy razem. All Together Now – jurorka

### Koncerty
- 2005/2006: Rewia Sylwestrowa
- 2007: Przebojowa noc
- 2007: Złota sobota

### Teatry TV
- 2003: Książę nocy (reż. Krzysztof Zaleski)
- 2004: Romeo i Julia (reż. Janusz Józefowicz)
- 2006: Pastorałka (reż. Laco Adamík)

## Seriale
- Samo życie – Władysława Brzdygajło, kandydatka na opiekunkę Kasi Dunin / Ekspedientka w kwiaciarni, w której Olgierd Zięba kupował bukiet kwiatów dla Marii Majewskiej
- 2003: Defekt – Pracownica kamieniarza Kowalika
- 2003: Kasia i Tomek – Kobieta-kierowca
- Na Wspólnej – Sąsiadka
- 2004: Czego się boją faceci, czyli seks w mniejszym mieście – Masażystka
- 2004: Pensjonat pod Różą
- 2005: Dziki 2: Pojedynek – Dziewczyna kierowcy
- 2005, 2006: Plebania – Rosjanka Katia
- 2005: Magda M. – Monika Lipska, klientka Magdy, ekspedientka w cukierni
- 2006: Będziesz moja – Narzeczona „Łyska”
- 2006: M jak miłość – Elwira, była partnerka Egona Rogali
- 2006: U fryzjera – klientka
- 2007: Egzamin z życia – pielęgniarka
- 2007: Faceci do wzięcia
- 2007: Hela w opałach – pielęgniarka
- 2007, 2008 Klan – Magda, córka Jeremiasza
- 2011: Układ warszawski (odc. 1) – urzędniczka na poczcie
- 2013: Komisarz Alex – strażaczka Iwona (odc. 41)
- 2013: Boscy w sieci – widz w teatrze

## Filmy

### Filmy fabularne
- 1997: Sztos – dziewczyna tańcząca z Adasiem
- 2000: Chłopaki nie płaczą – prostytutka Andżela, Cycofon (gł. rola żeńska)
- 2000: To ja, złodziej – Basia, pracownica cukierni
- 2002: E=mc² – Malwina, żona „Śledzia”
- 2002: Rób swoje, ryzyko jest twoje – kierowniczka kina „Delfin”
- 2002: Jak to się robi z dziewczynami – Eva
- 2006: Tylko mnie kochaj – kobieta w parku
- 2011: Listy do M. – matka dziewczynki w centrum handlowym
- 2012: Bejbi blues – kobieta z agencji
- 2019: Futro z misia – Dyżurna w komendzie w Tczewie
- 2019: Kobiety mafii 2 – współosadzona
- 2020: Pętla – Kasia

### Filmy krótkometrażowe
- 2005: Pogromczynie mitów – ankietowana

## Teatr Telewizji
- 2004: Książę nocy – Wiśka (reż. Krzysztof Zaleski)

## Piosenki
Solo
- „Mr.Wonderfull”
- Czekolada
- Gdzie ci mężczyźni
- I Will Survive
- „Kiedy Allah szedł”
- „On nie powróci już” (muzyka Henryk Wars, słowa Andrzej Włast)
- „Ragazza da Napoli”
- Vs’o mogut koroli
- Zula
- Żyj kolorowo
- Voyage voyage

Z innymi artystami
- Batumi
- Felicita'
- Gdy mi ciebie zabraknie
- Małgośka
- Mały książę (towarzyszyła Katarzynie Groniec)
- Sunrise, Sunset
- Ya sashla s uma (z Nataszą Urbańską)

## Współpraca z artystami muzycznymi

### Nagrania płytowe
- Kayah
- Kasia Kowalska
- Kasia Klich
- Mafia
- Kostek Yoriadis
- Tadeusz Nalepa
- Sędzia Dread

### Koncerty
- Kayah
- Mietek Szcześniak
- Kasia Kowalska
- Kasia Klich
- Andrzej Krzywy
- Izabela Trojanowska
- Nazar

### Teledyski
- Kasia Kowalska „Coś optymistycznego”
- Kasia Klich „Pies ogrodnika”
- Krzysztof Kiljański /Kayah „Prócz ciebie, nic”